# وزنه‌برداری در المپیک تابستانی ۲۰۲۰ – ۸۱ کیلوگرم مردان
۸۱ کیلوگرم مردان یکی از رویدادهای وزنه‌برداری در بازی‌های المپیک تابستانی ۲۰۲۰ است که در تاریخ ۳۱ ژوئیه ۲۰۲۱ در توکیو اینترنشنال فورم برگزار می‌شود.

## رکوردها
| رکورد جهان   | یک‌ضرب | لی دایین (CHN)    | ۱۷۵ ک‌گ | ۲۱ آوریل ۲۰۲۱   | تاشکند، ازبکستان |
| رکورد جهان   | دوضرب | لو شیائوجون (CHN) | ۲۰۷ ک‌گ | ۲۲ سپتامبر ۲۰۱۹ | پاتایا، تایلند   |
| رکورد جهان   | مجموع | لو شیائوجون (CHN) | ۳۷۸ ک‌گ | ۲۲ سپتامبر ۲۰۱۹ | پاتایا، تایلند   |
| رکورد المپیک | یک‌ضرب | استاندارد المپیک  | ۱۶۸ ک‌گ | ۱ نوامبر ۲۰۱۸   | —                |
| رکورد المپیک | دوضرب | استاندارد المپیک  | ۲۰۱ ک‌گ | ۱ نوامبر ۲۰۱۸   | —                |
| رکورد المپیک | مجموع | استاندارد المپیک  | ۳۶۵ ک‌گ | ۱ نوامبر ۲۰۱۸   | —                |

| وزنه‌برداری در بازی‌های المپیک تابستانی ۲۰۲۰ | وزنه‌برداری در بازی‌های المپیک تابستانی ۲۰۲۰ | وزنه‌برداری در بازی‌های المپیک تابستانی ۲۰۲۰ | وزنه‌برداری در بازی‌های المپیک تابستانی ۲۰۲۰ | وزنه‌برداری در بازی‌های المپیک تابستانی ۲۰۲۰ | وزنه‌برداری در بازی‌های المپیک تابستانی ۲۰۲۰ |
| ------------------------------------------ | ------------------------------------------ | ------------------------------------------ | ------------------------------------------ | ------------------------------------------ | ------------------------------------------ |
| مردان                                      | مردان                                      | مردان                                      | زنان                                       | زنان                                       | زنان                                       |
|                                            | ۶۱ ک‌گ                                      |                                            |                                            | ۴۹ ک‌گ                                      |                                            |
|                                            | ۶۷ ک‌گ                                      |                                            |                                            | ۵۵ ک‌گ                                      |                                            |
|                                            | ۷۳ ک‌گ                                      |                                            |                                            | ۵۹ ک‌گ                                      |                                            |
|                                            | ۸۱ ک‌گ                                      |                                            |                                            | ۶۴ ک‌گ                                      |                                            |
|                                            | ۹۶ ک‌گ                                      |                                            |                                            | ۷۶ ک‌گ                                      |                                            |
|                                            | ۱۰۹ ک‌گ                                     |                                            |                                            | ۸۷ ک‌گ                                      |                                            |
|                                            | +۱۰۹ ک‌گ                                    |                                            |                                            | +۸۷ ک‌گ                                     |                                            |

## نتایج
| رتبه | ورزشکار           | کشور                | گروه | وزن بدن | یک‌ضرب | یک‌ضرب | یک‌ضرب | یک‌ضرب  | دوضرب | دوضرب | دوضرب | دوضرب  | مجموع  |
| رتبه | ورزشکار           | کشور                | گروه | وزن بدن | ۱     | ۲     | ۳     | نتیجه  | ۱     | ۲     | ۳     | نتیجه  | مجموع  |
| ---- | ----------------- | ------------------- | ---- | ------- | ----- | ----- | ----- | ------ | ----- | ----- | ----- | ------ | ------ |
| 1    | لو شیائوجون       | چین                 | A    |         | ۱۶۵   | ۱۶۵   | ۱۷۰   | ۱۷۰ OR | ۱۹۷   | ۲۰۴   | ۲۱۰   | ۲۰۴ OR | ۳۷۴ OR |
| 2    | زاکاریاس بونات    | جمهوری دومینیکن     | A    |         | ۱۵۸   | ۱۶۳   | ۱۶۳   | ۱۶۳    | ۱۹۸   | ۲۰۲   | ۲۰۴   | ۲۰۴    | ۳۶۷    |
| 3    | آنتونیو پیتزولاتو | ایتالیا             | A    |         | ۱۶۵   | ۱۶۵   | ۱۶۸   | ۱۶۵    | ۲۰۰   | ۲۰۳   | ۲۱۰   | ۲۰۰    | ۳۶۵    |
| ۴    | هریسون مائوروس    | ایالات متحده آمریکا | A    |         | ۱۵۳   | ۱۵۸   | ۱۶۱   | ۱۶۱    | ۱۹۵   | ۲۰۰   | ۲۰۵   | ۲۰۰    | ۳۶۱    |
| ۵    | برایان رودالگاس   | کلمبیا              | A    |         | ۱۶۳   | ۱۶۸   | ۱۶۸   | ۱۶۳    | ۱۹۵   | ۱۹۶   | ۲۰۰   | ۱۹۶    | ۳۵۹    |
| ۶    | ریتوارس سوهارفس   | لتونی               | A    |         | ۱۵۸   | ۱۵۸   | ۱۶۳   | ۱۶۳    | ۱۹۰   | ۱۹۵   | ۱۹۸   | ۱۹۵    | ۳۵۸    |
| ۷    | نیکو مولر         | آلمان               | A    |         | ۱۵۵   | ۱۵۹   | ۱۶۱   | ۱۵۹    | ۱۹۰   | ۱۹۵   | ۱۹۵   | ۱۹۵    | ۳۵۴    |
| ۸    | آندرس ماتا        | اسپانیا             | A    |         | ۱۵۴   | ۱۵۸   | ۱۶۱   | ۱۵۸    | ۱۸۹   | ۱۸۹   | ۱۸۹   | ۱۸۹    | ۳۴۷    |
| ۹    | ارکاند کریماج     | آلبانی              | B    |         | ۱۵۱   | ۱۵۵   | ۱۵۷   | ۱۵۷    | ۱۸۱   | ۱۸۵   | ۱۸۷   | ۱۸۱    | ۳۳۸    |
| ۱۰   | امور سلیم الخنجری | عمان                | B    |         | ۱۳۰   | ۱۳۷   | ۱۴۰   | ۱۴۰    | ۱۷۰   | ۱۷۶   | ۱۷۷   | ۱۷۷    | ۳۱۷    |
| ۱۱   | کامرون مک‌تاگارت   | نیوزیلند            | B    |         | ۱۳۵   | ۱۴۰   | ۱۴۵   | ۱۴۰    | ۱۷۰   | ۱۷۵   | ۱۷۸   | ۱۷۵    | ۳۱۵    |
| ۱۲   | رمزی بهلول        | تونس                | B    |         | ۱۳۶   | ۱۴۰   | ۱۴۰   | ۱۳۶    | ۱۶۴   | ۱۷۱   | —     | ۱۶۴    | ۳۰۰    |
| —    | رجپ‌بی رجپوف       | ترکمنستان           | A    |         | ۱۶۰   | ۱۶۴   | ۱۶۷   | ۱۶۴    | ۱۹۵   | ۱۹۵   | ۱۹۸   | —      | —      |
| —    | آرلی مندز         | شیلی                | A    |         | ۱۶۰   | ۱۶۳   | ۱۶۵   | ۱۶۰    | ۱۹۰   | ۱۹۰   | ۱۹۰   | —      | —      |